# Talib Zanna
Talib Zanna, né le 10 janvier 1990 à Kaduna au Nigeria, est un joueur nigérian de basket-ball. Il évolue aux postes d'ailier fort et de pivot.

## Palmarès
- Vainqueur de la Coupe de France 2017 avec Nanterre 92
- Vainqueur de la Coupe d'Europe FIBA 2016-2017 avec Nanterre 92